# 長崎市立西山台小学校
長崎市立西山台小学校（ながさきしりつ にしやまだいしょうがっこう、Nagasaki City Nishiyamadai Elementary School）は、長崎県長崎市西山台一丁目にある公立小学校。略称「西山台小」（にしやまだいしょう）。

## 概要
歴史
西山台団地の開発で人口が増加したことより、1979年（昭和54年）に新設された。2014年（平成26年）に創立35周年を迎える。
校章
桜の花弁の絵を背景にして、中央に校名の「西山台」の文字を図案化したものを置いている。
校歌
歌詞は3番まであり、各番に校名の「西山台小学校」が登場する。
校区
長崎市立三川中学校校区。

## 沿革
- 1979年（昭和54年）
  - 4月1日 - 現在地に「長崎市立西山台小学校」（現校名）が開校[2]。児童数253名（9学級）。
  - 4月6日 - 開校式および始業式を挙行。
  - 5月1日 - 児童増員のため4年生が2学級となり、合計学級数が10学級、児童数が295名となる。
- 1980年（昭和55年）2月29日 - 普通教室・特別教室棟を増築。
- 1981年（昭和56年）
  - 2月28日 - 体育館が完成。
  - 9月30日 - プールが完成。
- 1982年（昭和57年）
  - 1月16日 - 飼育舎を設置。
  - 4月20日 - 学習池を設置。
- 1983年（昭和58年）4月20日 - 流水実験台、土砂石遊び場、天体観測所を設置。
- 1984年（昭和59年）11月10日 - 校門石碑を建立。
- 1988年（昭和63年）8月31日 - 足洗い場を設置。
- 1989年（平成元年）1月14日 - 創立10周年を記念してアスレチック遊具を設置。
- 1994年（平成6年）9月25日 - 運動場を整備。大型砂場土山を新設。正門入口を改良。
- 2009年（平成21年）1月6日 - 学童クラブが運動場に移転。

## アクセス
最寄りのバス停
- 長崎バス・長崎県営バス「西山台団地」バス停

## 周辺
- 長崎市立三川中学校
- 西山台保育園
- 西山台団地
- 長崎西山台簡易郵便局

## 著名な出身者
- 御手洗貴暁（バスケットボール選手）

## 関連事項
- 長崎県小学校一覧